# Deutscher Comedypreis 2021
Die Verleihung des Deutschen Comedypreises 2021 der BRAINPOOL TV GmbH fand am 1. Oktober 2021 in Köln statt und wurde auf Sat.1 ausgestrahlt.
Die Liste der Nominierungen wurde erstmals vom Publikum zusammengestellt, die Zahl der Kategorien auf fünf reduziert. Das Publikum konnte bis wenige Stunden vor der Verleihung auf der Website und während der Live-Show über Telefon und SMS abstimmen. Das Saalpublikum der Fernsehsendung war ebenfalls stimmberechtigt. An diesem Abend wurden auch der Ehrenpreis und ein Newcomer-Preis vergeben. Die Moderatoren der Verleihung waren Katrin Bauerfeind und Steven Gätjen, die Produktion übernahm Brainpool.

## Preisträger und Nominierte
Am 17. September 2021 wurden die Nominierungen bekanntgegeben.

### Beste Comedy-Show
Gewinner:
LOL: Last One Laughing (Amazon Prime Video)
Nominierte:
Chez Krömer (Das Erste)
World Wide Wohnzimmer (YouTube)
Studio Schmitt (ZDFneo)
Täglich frisch geröstet (RTL / TVNOW)

### Beste Comedy-Fiction
Gewinner:
Slavik – Auf Staats Nacken (Joyn)
Nominierte:
Frau Jordan stellt gleich (Joyn / ProSieben)
KBV – Keine besonderen Vorkommnisse (TVNOW)
Unter Freunden stirbt man nicht (TVNOW / Vox)
ÜberWeihnachten (Netflix) – Nominierung zurückgezogen nach Übereinkunft von Brainpool Pictures, Luke Mockridge (Co-Produzent), Cologne Comedy Festival, Sat.1 und  Netflix

### Beste Satire
Gewinner:
Die Carolin Kebekus Show (Das Erste)
Nominierte:
ZDF Magazin Royale (ZDF)
heute-show (ZDF)
extra 3 (Das Erste)
Dittsche – Das wirklich wahre Leben (WDR)

### Bester Komiker / Beste Komikerin
Gewinner:
Felix Lobrecht
Nominierte:
Carolin Kebekus
Hazel Brugger
Torsten Sträter
Knossi

### Bester Comedy Podcast
Gewinner:
Gemischtes Hack (Felix Lobrecht und Tommi Schmitt)
Nominierte:
Fest & Flauschig (Jan Böhmermann und Olli Schulz)
Bratwurst und Baklava (Özcan Coşar und Bastian Bielendorfer)
Baywatch Berlin (Klaas Heufer-Umlauf, Jakob Lundt und Thomas Schmitt)
Die Pochers hier! (Oliver Pocher und Amira Pocher)

### Newcomer
Gewinner:
Kawus Kalantar

### Comedypreis für das Lebenswerk
Gewinner:
Maren Kroymann